# Ferrari 195 S
De Ferrari 195 S is een racewagen van het Italiaanse automerk Ferrari.
De 195 S debuteerde op 2 april 1950 op het Giro di Sicilia.

## Overwinningen
1950: Mille Miglia